# سارة كيلي
سارة كيلي (بالإنجليزية: Sarah Kelly)‏ هي ملحنة ومغنية أمريكية، ولدت في 8 سبتمبر 1976.

## وصلات خارجية
- سارة كيلي على موقع ميوزك برينز (الإنجليزية)
- سارة كيلي على موقع ديسكوغز (الإنجليزية)